# Polypedates feae
Polypedates feae é uma espécie de anfíbio da família Rhacophoridae.
Pode ser encontrada nos seguintes países: China, Laos, Myanmar, Tailândia e Vietname.
Os seus habitats naturais são: florestas subtropicais ou tropicais húmidas de baixa altitude, regiões subtropicais ou tropicais húmidas de alta altitude, rios, pântanos, marismas de água doce, marismas intermitentes de água doce, áreas urbanas, lagoas, terras irrigadas e áreas agrícolas temporariamente alagadas.
Está ameaçada por perda de habitat.